# ワレリー・ブルメル
ワレリー・ブルメル（ロシア語: Валерий Николаевич Брумель、1942年4月14日 - 2003年1月26日）は、1960年代に活躍したソビエト連邦の陸上競技選手（走高跳）である。東シベリアのチタ州出身。
11歳から競技を始めて瞬く間に頭角を現し、1961年から1963年の間に6回の世界記録を達成した。美しいベリーロールから「人間衛星」とも称された。タータントラックではなくアンツーカーと言う土のピッチからジャンプし砂場に落下する昔の競技場で彼が打ち立てた記録は228cm ソビエト式ベリーロールを極めた選手である。
当時の走高跳は、現在のような背面跳びを行う選手はおらず、ブルメルが樹立した記録はベリーロールによるものである。
1965年のシーズン終了後、交通事故により重傷を負い、29回もの手術を行い復帰するも、かつてのような成績を取り戻すことはなかった。
　著者『跳ぶことへの権利』がある